# Wilhelm Szymbor
Wilhelm Szymbor CM (ur. 16 października 1879 w Niwce, zm. 9 grudnia 1949 w Krakowie) – polski prezbiter katolicki ze Zgromadzenia Księży Misjonarzy św. Wincentego a Paulo, w latach 1935–1939 rektor Wyższego Śląskiego Seminarium Duchownego w Krakowie.

## Życiorys
Urodził się w miejscowości Niwka, która jest obecnie dzielnicą Sosnowca. W 1893 roku ukończył szkołę podstawową w Mysłowicach i rozpoczął naukę w Małym Seminarium Duchownym Księży Misjonarzy na Kleparzu w Krakowie, gdzie wstąpił do Zgromadzenia w 1896 roku. 1 listopada 1898 roku złożył śluby wieczyste. Święcenia kapłańskie przyjął dnia 5 lipca 1903 roku. Po święceniach przebywał na Kleparzu, następnie w 1908 roku rozpoczął organizowane rekolekcji dla różnych stanów, pełniąc równocześnie funkcję dyrektora Małego Seminarium Księży Misjonarzy w Krakowie Nowej Wsi Narodowej (1908–1911). Następnie został dyrektorem grupy misyjnej na Kleparzu. W latach 1912–1914 pracował wśród uchodźców w Niemczech, Danii i Szwecji, a w czasie wojny należał do Książęcego Komitetu Pomocy w Krakowie, którego celem było wspieranie osób dotkniętych klęską wojny. Po wojnie pracował na misjach i był redaktorem pisma „Roczniki obydwu Zgromadzeń św. Wincentego a Paulo”. W latach 1922–1928 pracował na misjach we Francji w Polskiej Misji Katolickiej prowadzonej przez Zgromadzenie Księży Misjonarzy. Stamtąd w 1929 roku udał się do Brazylii w celu przeprowadzenia misji w parafiach prowadzonych przez polskich Misjonarzy i w ośrodkach duszpasterstwa polonijnego. W 1931 roku ks. Szymbor wrócił do Polski i objął obowiązki superiora domu Księży na Stradomiu. Jednocześnie wykładał teologię pastoralną i homiletykę i głosił konferencje dla chorych w Polskim Radio. Był także po raz drugi redaktorem pisma „Roczniki obydwu Zgromadzeń św. Wincentego a Paulo”. W latach 1935–1939 został rektorem Wyższego Śląskiego Seminarium Duchownego w Krakowie. Pełnił tę funkcję do wybuchu II wojny światowej. W czasie wojny przebywał w Krakowie do 1944 roku wykładając tajnie homiletykę i teologię pastoralną u księży salwatorianów na Zakrzówku. Następnie został aresztowany. Przebywał w więzieniu na Montelupich w Krakowie i obozach koncentracyjnych: Flossenbürg, Mulsen k. Zwickau i Dachau. Po wojnie, do 1946 roku mieszkał w Paryżu, następnie został superiorem domu Księży Misjonarzy na Stradomiu w Krakowie, gdzie zmarł w grudniu 1949 roku.

## Ordery i odznaczenia
- Krzyż Oficerski Orderu Odrodzenia Polski (28 kwietnia 1926)[2]